# Campeonato Juvenil de la AFC 2002
El Campeonato Juvenil de la AFC 2002 se efectuó del 15 al 31 de octubre en Doha, Catar y contó con la participación de 12 selecciones juveniles de Asia procedentes de una fase eliminatoria.
Corea del Sur venció en la final a Japón para ganar el título por décima ocasión.

## Participantes
| - Bangladés - China - India | - Japón - Corea del Sur - Arabia Saudita | - Siria - Tailandia - UAE | - Uzbekistán - Vietnam - Catar (anfitrión) |

## Fase de grupos

### Grupo A
| País          | Pts | J | G | E | P | GF | GC | GD |
| ------------- | --- | - | - | - | - | -- | -- | -- |
| Corea del Sur | 7   | 3 | 2 | 1 | 0 | 3  | 0  | +3 |
| Uzbekistán    | 6   | 3 | 2 | 0 | 1 | 9  | 6  | +3 |
| Catar         | 3   | 3 | 1 | 0 | 2 | 7  | 8  | -1 |
| Tailandia     | 1   | 3 | 0 | 1 | 2 | 2  | 7  | -5 |

15 de octubre – Estadio Grand Hamad, Doha
| Catar | 0 - 1 | Corea del Sur |

| Uzbekistán | 4 - 0 | Tailandia |

18 de octubre – Estadio Al-Ahli, Doha
| Catar | 3 - 2 | Tailandia |

| Corea del Sur | 2 - 0 | Uzbekistán |

21 de octubre – Estadio Grand Hamad, Doha
| Uzbekistán | 5 - 4 | Catar |

| Tailandia | 0 - 0 | Corea del Sur |

### Grupo B
| País           | Pts | J | G | E | P | GF | GC | GD  |
| -------------- | --- | - | - | - | - | -- | -- | --- |
| Japón          | 9   | 3 | 3 | 0 | 0 | 7  | 2  | +5  |
| Arabia Saudita | 6   | 3 | 2 | 0 | 1 | 9  | 2  | +7  |
| India          | 3   | 3 | 1 | 0 | 2 | 7  | 6  | +1  |
| Bangladés      | 0   | 3 | 0 | 0 | 3 | 0  | 13 | -13 |

16 de octubre – Estadio Al-Ahli, Doha
| Japón | 2 - 1 | Arabia Saudita |

| India | 6 - 0 | Bangladés |

19 de octubre – Estadio Grand Hamad, Doha
| Bangladés | 0 - 3 | Japón |

| Arabia Saudita | 4 - 0 | India |

22 de octubre – Estadio Al-Ahli, Doha
| Arabia Saudita | 4 - 0 | Bangladés |

| India | 1 - 2 | Japón |

### Grupo C
| País    | Pts | J | G | E | P | GF | GC | GD |
| ------- | --- | - | - | - | - | -- | -- | -- |
| Siria   | 7   | 3 | 2 | 1 | 0 | 9  | 5  | +4 |
| China   | 4   | 3 | 1 | 1 | 1 | 6  | 6  | 0  |
| UAE     | 4   | 3 | 1 | 1 | 1 | 3  | 3  | 0  |
| Vietnam | 1   | 3 | 0 | 1 | 2 | 4  | 8  | -4 |

17 de octubre – Estadio Grand Hamad, Doha
| Emiratos Árabes Unidos | 2 - 0 | Vietnam |

| China | 2 - 4 | Siria |

20 de octubre – Estadio Al-Ahli, Doha
| Siria | 1 - 1 | Emiratos Árabes Unidos |

| Vietnam | 2 - 2 | China |

23 de octubre – Estadio Grand Hamad, Doha
| Emiratos Árabes Unidos | 0 - 2 | China |

| Siria | 4 - 2 | Vietnam |

## Fase final

### Cuartos de final
25 de octubre – Estadio Grand Hamad, Doha
| Japón | 3 - 0 | Emiratos Árabes Unidos |

| Corea del Sur | 7 - 0 | India |

26 de octubre – Estadio Grand Hamad, Doha
| Arabia Saudita | 4 - 1 | China |

| Siria | 0 - 4 | Uzbekistán |

### Semifinales
29 de octubre – Estadio Grand Hamad, Doha
| Japón | 1 - 1 (Pen. 4-2) | Uzbekistán |

| Corea del Sur | 2 - 1 | Arabia Saudita |

### Tercer lugar
31 de octubre – Estadio Grand Hamad, Doha
| Uzbekistán | 0 - 4 | Arabia Saudita |

### Final
31 de octubre – Estadio Grand Hamad, Doha
| Japón | 0 - 1 (AET 0-1) | Corea del Sur |

## Campeón
| Campeonato Juvenil de la AFC 2002 |
| --------------------------------- |
| Bandera de Corea del Sur          |
| Corea del Sur 10º Título          |